# Ludwig Noster
Ludwig Noster (ur. 9 października 1859 w Strzelcach Krajeńskich, zm. 29 maja 1910 w Berlinie) – niemiecki malarz rodzajowy, pejzażysta i portrecista.

## Życiorys
Był synem stolarza – Heinricha. Uczył się w Progimnazjum w Strzelcach Krajeńskich (wówczas: Friedeberg). Potem podjął naukę w Berlińskiej Akademii Sztuki (za namową Paula von Branda – ziemianina z Ługów). Studiował pod kierunkiem Paula Thumanna, Otto Knillego i Karla Gussowa. Związany z Adolphem Menzelem. Odbył podróże artystyczne do Holandii i Düsseldorfu. W 1885 osiadł w Berlinie, a w 1888 stał się nadwornym malarzem cesarza Niemiec. W 1906 mianowany profesorem Akademii Sztuki w Berlinie. Niedługo później wyjechał do Holandii i zamieszkał w Edamie. Chorował na nerki, co było przyczyną jego śmierci w Berlinie w 1910. Pochowany, zgodnie z ostatnią wolą, w Strzelcach Krajeńskich. Autorem nagrobka (zachowanego do dziś i odnowionego w 2010) był Hans Latt.

## Dzieła
Ludwig Noster namalował m.in. portrety cesarza Wilhelma II, księcia Henryka Pruskiego, hrabiów Artura von Possadowskiego, Udo von Stolberga, ministra Bodo Korsiga i przemysłowca Adolfa Fryderyka Kruppa. Dzieła malarza trafiły do kolekcji Niemczech, Rosji, Wielkiej Brytanii i USA. Wiele obrazów znajdowało się w różnych instytucjach na terenie Strzelec Krajeńskich, jednak wszystkie uległy zagładzie podczas II wojny światowej.

## Życie prywatne
Żonaty z Anną Stabler.